# Joachim Herrmann (Politiker, 1956)

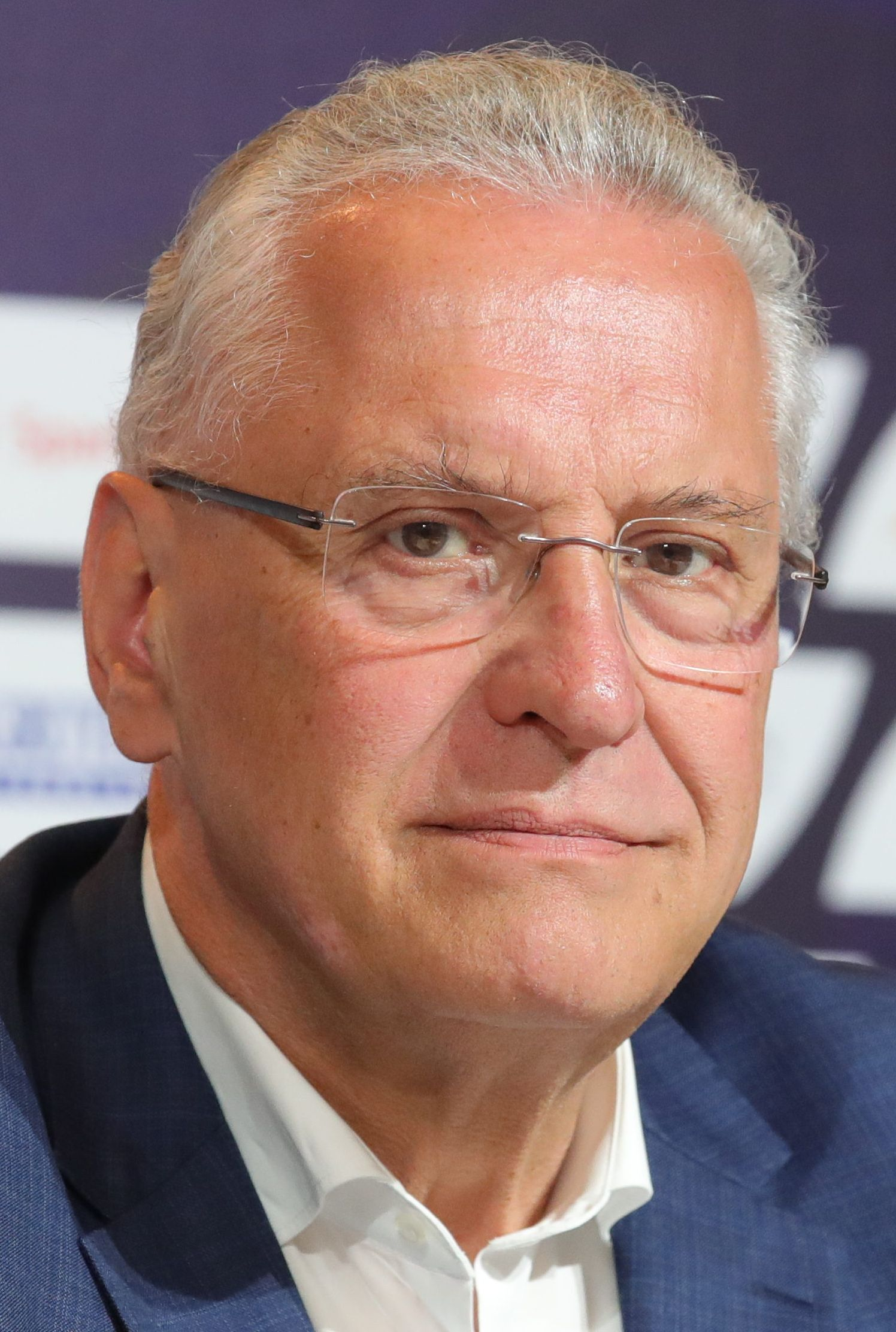
Joachim Herrmann (2022)

Joachim Herrmann (* 21. September 1956 in München) ist ein deutscher Politiker der CSU. Herrmann ist seit dem 16. Oktober 2007 Bayerischer Staatsminister des Innern, seit März 2018 hat er zusätzlich die Zuständigkeit für den Bereich Integration und seit November 2018 auch für den Bereich Sport. Er ist seit Oktober 1994 Mitglied des Bayerischen Landtags.
Als Staatssekretär im Staatsministerium für Arbeit und Sozialordnung, Familie, Frauen und Gesundheit gehörte Herrmann von Oktober 1998 bis September 1999 erstmals der Bayerischen Staatsregierung an und fungierte dann von 2003 bis Oktober 2007 als Vorsitzender der CSU-Fraktion im Landtag. Er war im Kabinett Seehofer II (2013 bis 2018) während seiner Zeit als Innenminister zusätzlich für Bau und Verkehr zuständig. In den Kabinetten Söder I und Söder II war Herrmann von 2018 bis 2023 Zweiter stellvertretender Ministerpräsident Bayerns.

## Leben

### Studium, Wehrdienst und Beruf

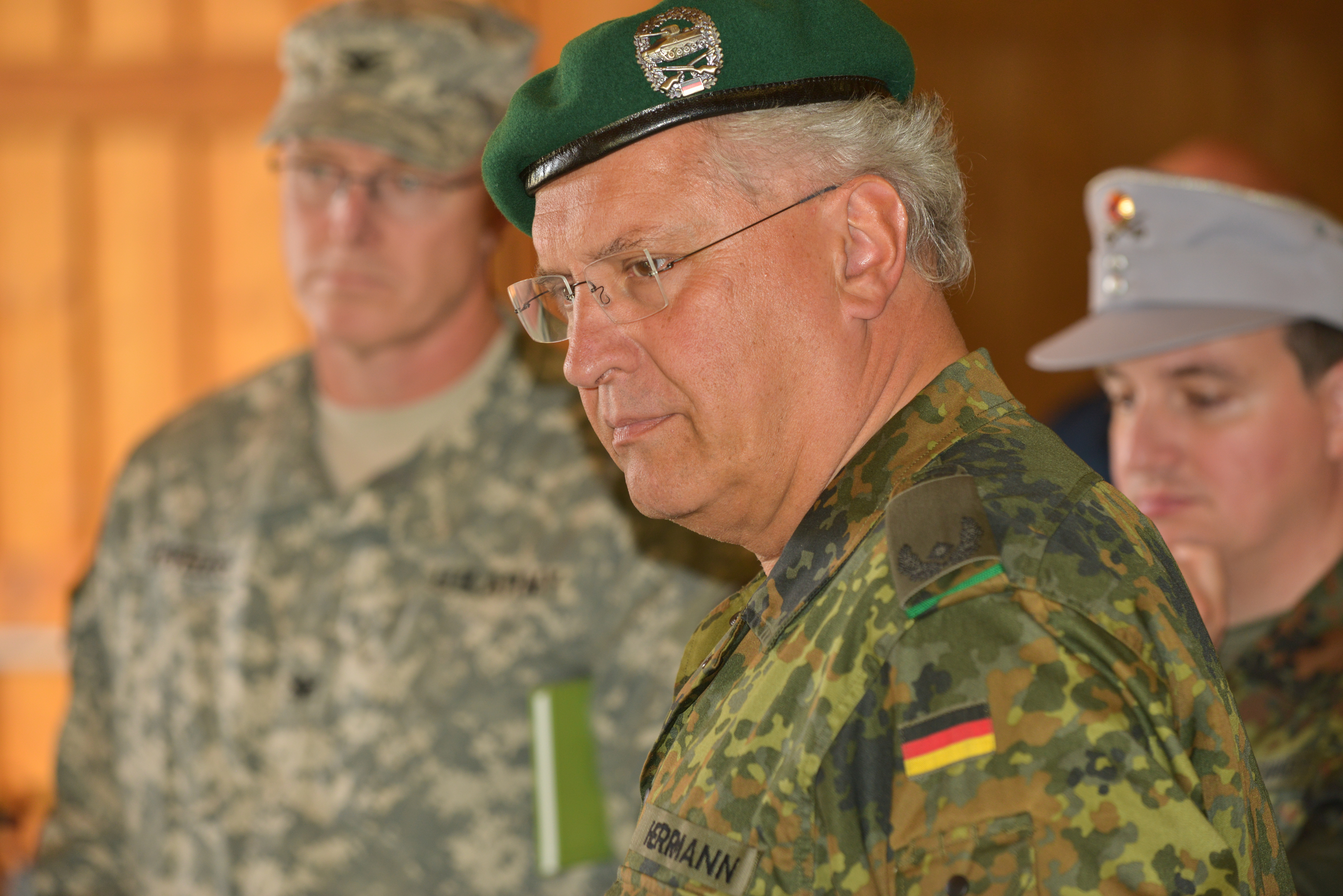
Joachim Herrmann im September 2014 als Reserveoffizier der Bundeswehr bei einer Informationsveranstaltung der US-Streitkräfte auf dem Truppenübungsplatz Grafenwöhr

Joachim Herrmann wurde als Sohn des aus Amberg stammenden Juristen Johannes Herrmann (1918–1987) und von Adele Herrmann geb. Koch (1924–2017) geboren. Er wuchs ab 1959 in Erlangen auf, wo der Vater Ordentlicher Professor für Rechtsgeschichte und Zivilrecht wurde. Seine Mutter war unter anderem Studienrätin am Münchner Luisen-Gymnasium.
Herrmann besuchte die Loschgeschule und das Gymnasium Fridericianum. Nach dem Abitur im Jahr 1975 leistete er in Mellrichstadt beim Panzergrenadierbataillon 352 und in Hammelburg seinen Grundwehrdienst ab. In diesem Rahmen absolvierte er auch den Unteroffizierlehrgang an der Infanterieschule in Hammelburg. Anschließend wurde er zum Fahnenjunker und mit der Entlassung aus der Bundeswehr zum Fähnrich der Reserve befördert. In den folgenden Jahren nahm Herrmann an mehreren Wehrübungen teil, darunter auch am Reserveoffizierslehrgang als Lehrgangsbester. Seit 1985 war er Hauptmann der Reserve, im November 2014 wurde er zum Oberstleutnant d. R. befördert.
Im Anschluss an seine Wehrdienstzeit studierte Herrmann ab 1976 an den Universitäten in Erlangen und München Rechtswissenschaften.
Nach seinem Zweiten juristischen Staatsexamen trat Herrmann 1984 als Regierungsrat in den Dienst der Bayerischen Staatskanzlei ein und war dort im Referat für Wirtschaft und Verkehr tätig. 1988 wechselte er als Oberregierungsrat in das Landratsamt Erlangen-Höchstadt und wurde dort Leiter der Abteilung für Öffentliche Sicherheit und Ordnung. 1992 ließ er sich als Rechtsanwalt nieder und war als Syndikus der Siemens AG tätig.

### Politischer Werdegang

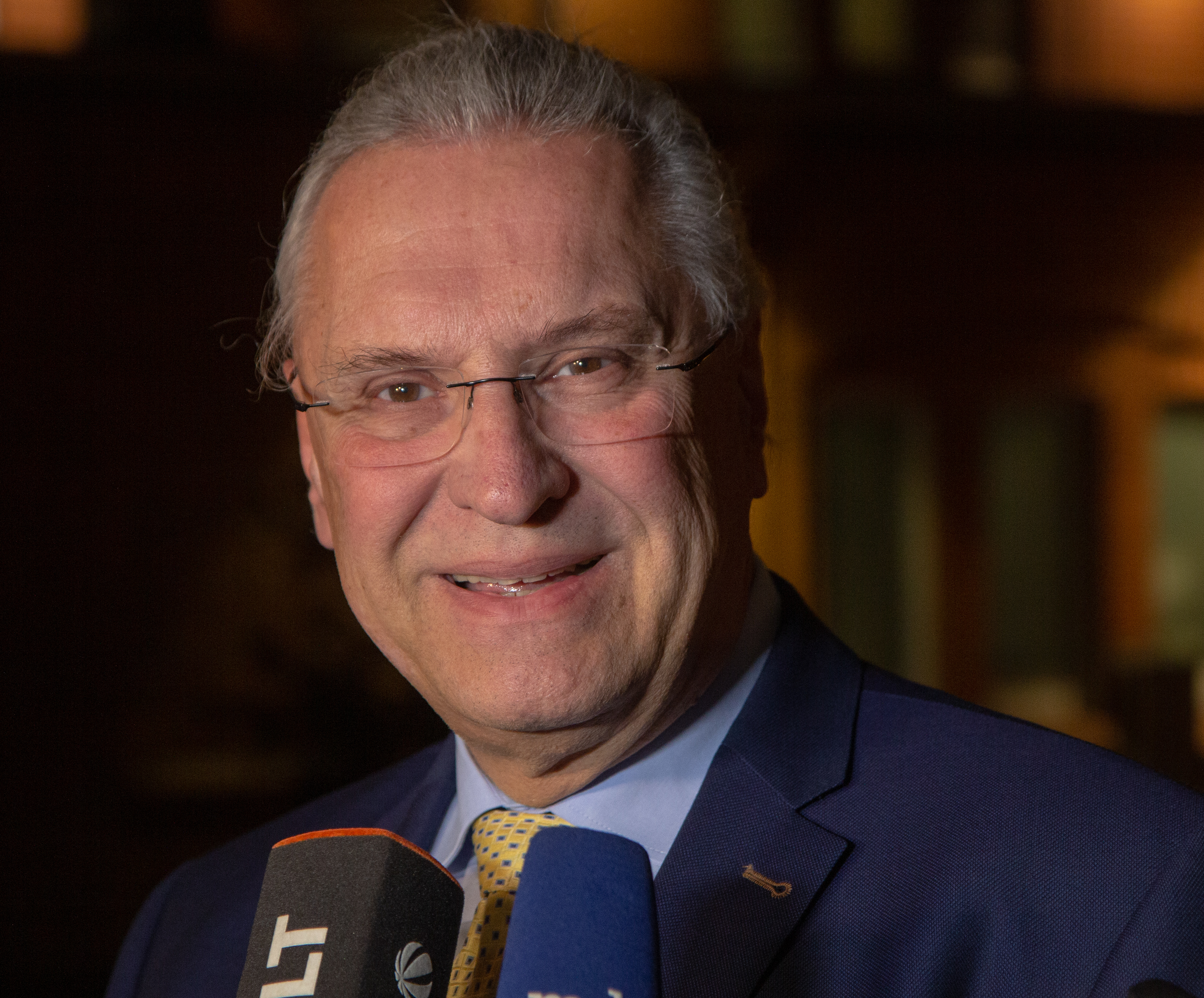
Herrmann zu Beginn der 209. Innenministerkonferenz Ende November 2018 in Magdeburg

Bereits während des Studiums engagierte sich Herrmann im RCDS und in der Jungen Union (JU). In den Jahren 1977/78 war er Vorsitzender des RCDS Erlangen und von 1979 bis 1980 Landesvorsitzender des RCDS in Bayern. Von 1983 bis 1991 war er Mitglied im JU-Bundesvorstand und von 1987 bis 1991 stellvertretender JU-Bundesvorsitzender.
1990 unterlag Herrmann bei der Wahl zum Erlanger Oberbürgermeister Dietmar Hahlweg von der SPD. 1994 wurde er in den Bayerischen Landtag gewählt; obwohl schon länger in der Politik, wurde er zur 94er-Gruppe gezählt. Vom 6. Oktober 1998 bis zum 12. September 1999 war er im Kabinett Stoiber III Staatssekretär im Bayerischen Staatsministerium für Familie, Arbeit und Soziales. Von 2003 bis Oktober 2007 war Herrmann Vorsitzender der CSU-Fraktion im Bayerischen Landtag. Er vertritt den Stimmkreis Erlangen-Stadt (Mittelfranken) im Landtag.
Im Oktober 2007 folgte Herrmann dem zum Ministerpräsidenten gewählten Günther Beckstein als bayerischer Innenminister nach. Zu seinem Nachfolger als CSU-Fraktionsvorsitzender wurde der bisherige Innenstaatssekretär Georg Schmid gewählt. Herrmann behielt das Amt des Staatsministers des Innern auch in den nachfolgenden Kabinetten Seehofer I, Seehofer II, Söder I, Söder II und Söder III weiter, sodass er die zweitlängste Amtszeit eines bayerischen Innenministers seit Maximilian von Feilitzsch (1881 bis 1907 im Amt) erreichte.
Im Oktober 2008 zog Herrmann seine Kandidatur um das Amt des bayerischen Ministerpräsidenten zurück und beendete so einen CSU-internen Streit zugunsten von Horst Seehofer. Zuvor war er als einer von vier möglichen Kandidaten gehandelt worden.
Herrmanns Amtsführung gilt allgemein als besonnen. Auch in Krisensituationen wie dem Anschlag in München 2016, dem Sprengstoffanschlag von Ansbach oder dem Anschlag in einer Regionalbahn bei Würzburg handelte er überlegt und mied aufgeregte Töne.
Herrmann war Spitzenkandidat der CSU für die Bundestagswahl 2017. Da er nur über die Landesliste und nicht als Direktkandidat antrat und seine Partei mehr Direktmandate erreichte, als ihr bei Anwendung reinen Verhältniswahlrechts zugestanden hätten, verfehlte Herrmann den Einzug in den Bundestag.
Am 21. März 2018 wurde, unter dem neuen Ministerpräsidenten Markus Söder, das Staatsministerium des Innern umgebaut. Seitdem ist Herrmann nicht mehr für Bau und Verkehr zuständig, da diese Ressorts zu einem eigenständigen Staatsministerium für Wohnen, Bau und Verkehr ausgeweitet wurden. Dieses wurde von März 2018 bis November 2018 von Ilse Aigner geleitet. Stattdessen bekam Herrmann das zusätzliche Ressort Integration, das vorher im Ministerium für Arbeit und Soziales angesiedelt war. Von Januar bis Dezember 2022 war Herrmann Vorsitzender der Innenministerkonferenz.

### Sonstiges Engagement
Während seines Studiums in Erlangen wurde Herrmann 1980 Mitglied der Katholischen Studentenverbindung KDStV Frankonia (Czernowitz) im CV. 2010 wurde er Ehrenmitglied der KAV Capitolina Rom. Zudem ist er Mitglied der KDStV Aenania München und der KDStV Tuiskonia München. 
Herrmann war von November 2007 bis zum 22. Oktober 2013 der Vertreter der Bayerischen Staatsregierung im Rundfunkrat des Bayerischen Rundfunks und sitzt im Verwaltungsbeirat der Bayerischen Landesbank (BayernLB). Er ist Mitglied im Aufsichtsrat des Handballvereins HC Erlangen. Darüber hinaus sitzt Herrmann in den Kuratorien der Stiftung Lichtblick Hasenbergl und der Friedrich-Alexander-Universität.

### Privatleben
Herrmann ist römisch-katholisch. 1983 heiratete er die aus Bremerhaven stammende Gerswid Terheyden, die er 1976 als Kommilitonin des gleichen Studiengangs kennenlernte. Sie haben eine Tochter Katharina (* 1986) und zwei Söhne (Lukas * 1988 und Jakob * 1992).

## Politische Positionen, Kontroversen und Kritik

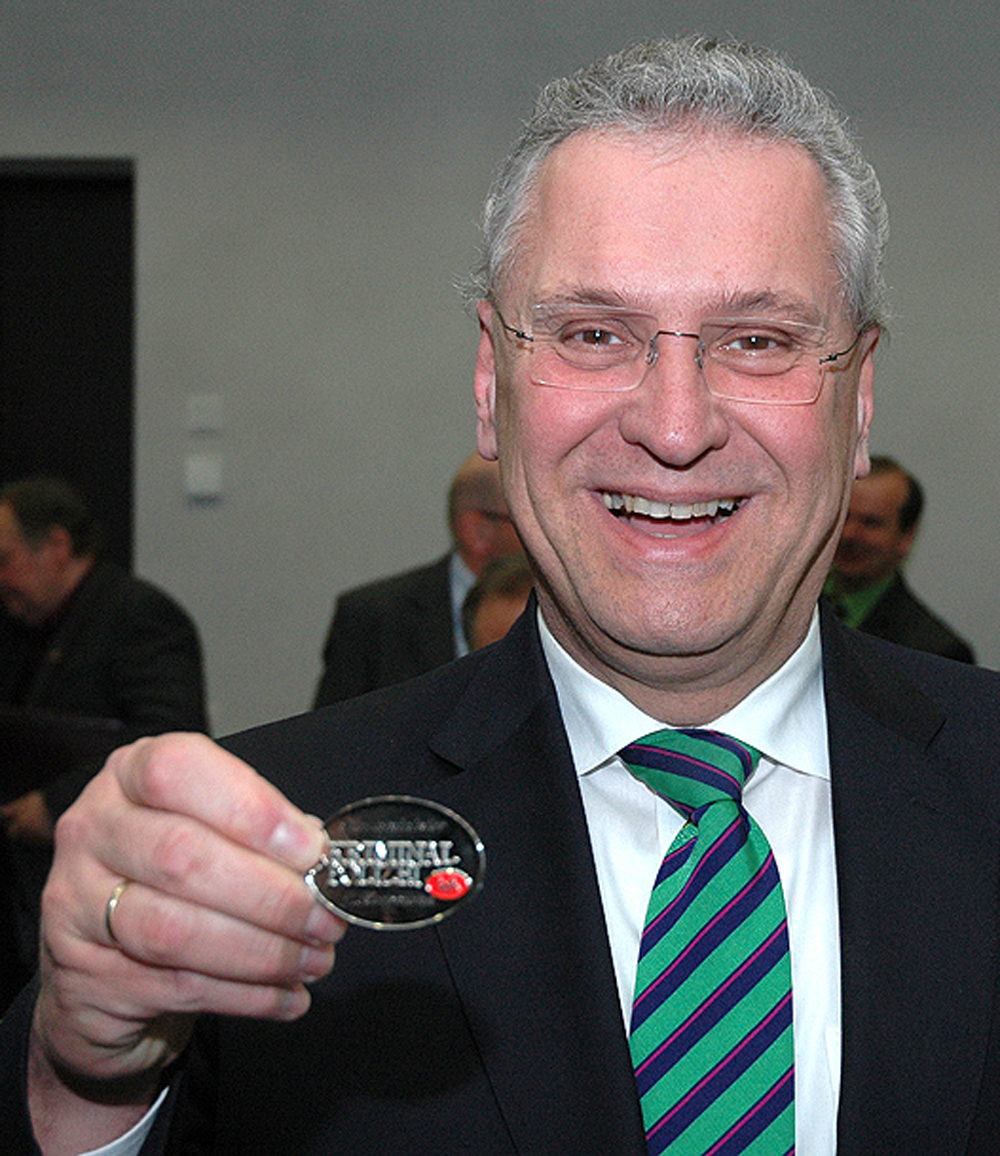
Der bayerische Innenminister Joachim Herrmann mit der Ersten Ehrenmarke der Kriminalpolizei, verliehen vom Bund Deutscher Kriminalbeamter in Augsburg am 5. März 2012

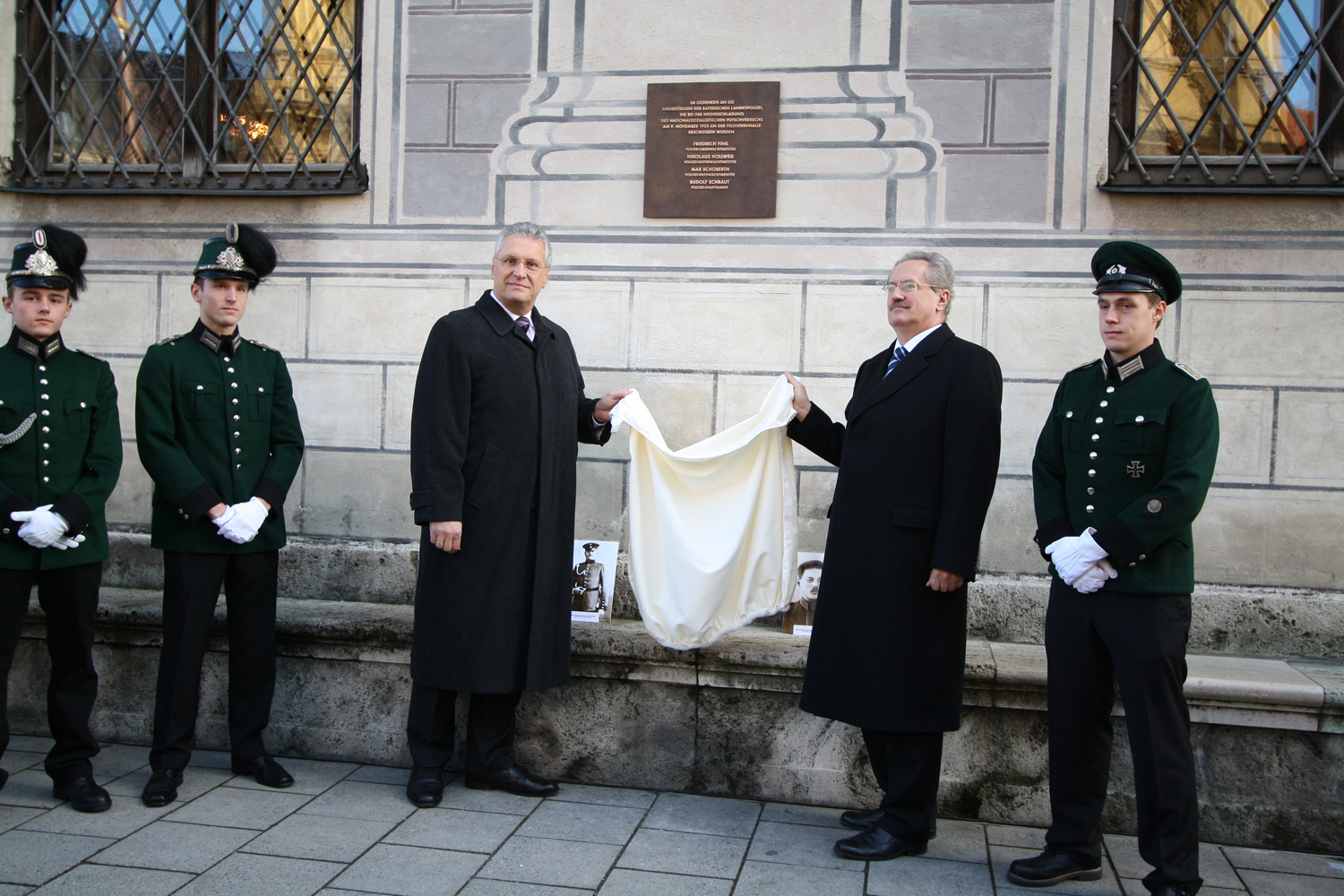
Herrmann zusammen mit Münchens Oberbürgermeister Christian Ude bei der Enthüllung der Gedenktafel für die 1923 bei der Niederschlagung des Hitlerputsches im Dienst ums Leben gekommenen Polizeibeamten.

### Demonstrations- und Polizeirecht
Über Bayern hinaus bekannt wurde Herrmann für das unter seiner Verantwortung erarbeitete neue Bayerische Versammlungsgesetz. Bayern ist das erste Bundesland, das im Zuge der Föderalismusreform ein eigenes Versammlungsgesetz verabschiedet hat. Das Gesetz ist umstritten, da es die rechtlichen Rahmenbedingungen für Demonstrationen generell verschärft. Während Herrmann wiederholt erklärte, das Gesetz richte sich vor allem gegen Rechts- oder Linksradikale, wurde das Vorhaben von verschiedenen Seiten stark kritisiert. Bundesjustizministerin Sabine Leutheusser-Schnarrenberger (FDP) erklärte in diesem Zusammenhang: „Dieses Gesetz strahlt den Geist obrigkeitsstaatlichen Denkens aus […] man will die Bürger schon im Vorfeld von Versammlungen einschüchtern.“
Nach den massiven Protesten gegen den Castor-Transport nach Gorleben im November 2010 unterstützte Herrmann den niedersächsischen Justizminister Bernd Busemann (CDU) in seiner Forderung, die Demonstranten für den Polizeieinsatz zur Kasse zu bitten. Die bestehenden Instrumente von Bußgeldern bis hin zu Sanktionsmöglichkeiten des Versammlungsrechts reichten, laut Herrmann, zur Abschreckung offensichtlich nicht aus. „Wer friedlich demonstriert, darf nichts zu befürchten haben. Aber es kann doch nicht sein, dass Gewaltanwendung und Rechtsbruch quasi dadurch legitimiert werden, weil auf die Tat keine Strafe oder spürbare Sanktion folgt“, sagte Herrmann der FAZ. Weiter müsse man überlegen, „ob wir auf Dauer solche Demonstranten weitgehend unbehelligt lassen können, wenn sie als Straftäter Gleise unterhöhlen oder mit ihrer Sitzblockade nur eine Ordnungswidrigkeit begehen. Rechtswidrig bleibt rechtswidrig. Daran ändert sich auch nichts, wenn die Oppositionsparteien im Bundestag dazu aufrufen.“ Er wolle sich auch auf der Innenministerkonferenz für eine Lösung einsetzen, wie Demonstranten stärker für die Einsatzkosten in die Pflicht genommen werden können. Die Grünen-Vorsitzende Claudia Roth kritisierte dies mit den Worten: „Demonstrationen sind das Grundnahrungsmittel der Demokratie.“
Herrmann verteidigte den im Februar 2013 in die Kritik geratenen Polizeipräsidenten Wilhelm Schmidbauer in der Affäre um eine Körperverletzung durch einen Polizisten. Der Umstand, dass Herrmann bei dem Opfer psychische Probleme vermutete, führte zu kritischen Verlautbarungen der Opposition im Bayerischen Landtag. Das Amtsgericht München stellte wenige Monate später die Verfahren gegen das Opfer wegen Widerstands gegen Vollstreckungsbeamte, Körperverletzung und des Verdachts wegen Verstoßes gegen das Betäubungsmittelgesetz ein. Der Polizeibeamte wurde wegen Körperverletzung im Amt zu einer Bewährungsstrafe von zehn Monaten verurteilt.

### Telekommunikation und Neue Medien

#### Online-Durchsuchung
Während Herrmann sich im Amt des CSU-Fraktionsvorsitzenden gegen ein Zuviel an Überwachungsmaßnahmen ausgesprochen hatte, änderte er als Innenminister seine Position. Unter anderem befürwortete er, dass bayerischen Ermittlern insofern erweiterte Befugnisse eingeräumt werden, und vertrat die Auffassung, dass im Rahmen der Online-Durchsuchung die Möglichkeit bestehen müsse, in die Wohnungen von Terrorverdächtigen einzudringen, um dort Programme zur Durchsuchung der Computer zu installieren.
Nachdem der Chaos Computer Club (CCC) 2011 darauf hingewiesen hatte, dass die von bayerischen Behörden für Online-Durchsuchungen eingesetzte Software Vorgaben des Bundesverfassungsgerichts verletzen würde, bestätigte Herrmann zwar, dass die vom CCC analysierte Software aus Bayern stamme und dort vom Landeskriminalamt eingesetzt werde, betonte aber, dass sie den verfassungsgerichtlichen Anforderungen entspreche. Eine Kooperation mit dem Chaos Computer Club lehnte er ab, ebenso mit der Piratenpartei Deutschland unter Hinweis auf deren Haltung zur Produktpiraterie im Internet.

#### Vorratsdatenspeicherung
Herrmann ist ein Befürworter der Vorratsdatenspeicherung. Er nahm die Anschläge in Norwegen vom Juli 2011 zum Anlass, um erneut deren Einführung und eine schärfere Überwachung des Internets durch Sicherheitsbehörden zu fordern. Hierzu erklärte er unter anderem: „… Es gehört offensichtlich dazu, dass wir auch im Internet präventiv unterwegs sind, dass wir beobachten, wo gibt es radikale Einträge.“ Herrmann forderte, „diese Interneteinträge noch aufmerksamer [zu] verfolgen“, und betonte im gleichen Zusammenhang, bei Einzeltätern komme man mit der Beobachtung der Kommunikation allein nicht weiter.

#### Globale Überwachungs- und Spionageaffäre
Nach dem Bekanntwerden des amerikanischen Überwachungsprogrammes PRISM Mitte 2013 sprach sich Herrmann für eine verbesserte elektronische Aufklärung zur Bekämpfung des internationalen Terrorismus aus. Das amerikanische Vorgehen entspreche nicht unserem Rechtsverständnis. Zwischen gezielter und wahlloser Überwachung gebe es einen erheblichen Unterschied. In seinen Augen seien die amerikanischen Dienste mit ihrem Überwachungsprogramm „anscheinend zu weit gegangen“. Herrmann forderte, dass die Amerikaner möglichst schnell offenlegen, wie umfangreich tatsächlich Daten gesammelt wurden. Auf die Aussagen eines CSU-Kollegen, des Europapolitikers Markus Ferber, der von amerikanischen „Stasi-Methoden“ gesprochen hatte, erklärte Herrmann, dass er sich diese Aussage selbstverständlich nicht zu eigen mache, und verwies darauf, dass die USA früher als „Optimum an Freiheitsrechten“ gegolten hätten – jetzt aber müsse man das doch wohl etwas anders sehen. Zu Ferbers Stasi-Vergleich und Leutheusser-Schnarrenbergers Position eines „Speicherwahns“ erklärte Herrmann an anderer Stelle: „Diese Beschimpfungen unserer amerikanischen Partner sind nicht akzeptabel. So geht man nicht mit Freunden um, die im Kampf gegen den Terrorismus unsere wichtigsten Partner sind. Jeder, der wirklich Verantwortung für die Sicherheit der Bürger in Deutschland und Europa hat, weiß, dass es die US-Geheimdienste sind, die uns immer wieder wichtige und richtige Hinweise gegeben haben. Sie haben dadurch geholfen, mehrere Anschläge bereits in der Vorbereitungsphase zu verhindern und Menschenleben zu retten.“ Nachdem bekannt geworden war, dass der US-Geheimdienst NSA das Mobiltelefon von Bundeskanzlerin Angela Merkel abgehört hatte, kündigte Herrmann die Anschaffung von Krypto-Handys für die Mitglieder der bayerischen Staatsregierung an.

#### Computerspiele mit Gewaltinhalten
Herrmann hat sogenannte „Killerspiele“ wiederholt kritisiert und forderte eine Ächtung dieser Spiele, die aus seiner Sicht „in ihren schädlichen Auswirkungen […] auf einer Stufe mit Drogen und Kinderpornografie“ stünden, deren Verbot zurecht niemand in Frage stelle. Im September 2009 äußerte er im gleichen Zusammenhang die Befürchtung, dass Dinge, die virtuell am PC geschehen, irgendwann auch in der Realität umgesetzt werden.

### Migration und Asylrecht
Mitte 2009 kam es innerhalb der CSU zu einem Grundsatzstreit zwischen Herrmann und der bayerischen Sozialministerin Christine Haderthauer. Diese hatte vorgeschlagen, nach jahrelangen Verschärfungen die Lebensbedingungen für Asylbewerber zu erleichtern. Herrmann nahm Haderthauers Vorstoß nicht auf.
Im Dezember 2011 erklärte die Organisation Jugendliche ohne Grenzen Herrmann zum „Abschiebeminister des Jahres“. Zur Begründung hieß es, der Minister habe zuletzt verstärkt Flüchtlinge in den Irak abschieben wollen. Im Jahr 2013 wurde ihm im Rahmen von bereits vollzogenen oder geplanten Abschiebungen nach Afghanistan erneut ein solcher Negativpreis zuteil. Die Vorwürfe des  Bayerischen Flüchtlingsrates, dass in Bayern 2000 Afghanen in ständiger Abschiebungsangst leben, bezeichnete Herrmann als haltlos und erklärte, dass in den vorausgegangenen drei Jahren lediglich zwölf Männer, davon die Hälfte Straftäter, von Bayern nach Afghanistan abgeschoben worden seien.
Im Februar 2014 forderte Herrmann mit Verweis auf eine „Anerkennungsquote nahe null“, Asylbewerbern aus Staaten des Westbalkan Geldzuschüsse zu streichen und die Staaten als sichere Herkunftsländer einzustufen, um Asylanträge schneller bearbeiten zu können. Am 27. August 2015 erklärte Herrmann in Maybrit Illners Talkshow, dass ein Vergleich von Vertriebenen mit Flüchtlingen eine „Beleidigung für die Vertriebenen“ sei. Am 31. August 2015 kommentierte er bei Hart aber fair im Zusammenhang mit der Flüchtlingsdebatte seine Verwendung des Begriffs „Neger“ mit dem Hinweis, dass der afrodeutsche Schlagerstar Roberto Blanco ein „wunderbarer Neger“ sei. Herrmann wolle damit auf ironisch-humorvolle Weise gerade Stellung gegen den Rassismus beziehen. Blanco selbst erklärte dazu, dass er wisse, dass Herrmann das Wort nicht so gemeint habe.
Herrmann stellte nach den Terroranschlägen vom 13. November 2015 in Paris klar, dass die Themen Flüchtlinge und Terrorismusbekämpfung nicht in einem Topf geworfen werden dürften. Damit stellte er sich wie Parteichef Seehofer gegen vorangegangene Aussagen von Finanzminister Markus Söder.  Im August 2019 forderte Herrmann den Aufbau von Rückkehrzentren in Nordafrika, nicht zuletzt um Seenotsituationen und unerlaubte Migration in den Griff zu bekommen.

### Religion
Anfang April 2006 strahlte der Sender MTV einen Werbespot für die kontrovers diskutierte Zeichentrick-Fernsehserie Popetown aus. Dieser zeigte unter dem Titel „Lachen statt Rumhängen“ einen vom Kreuz gestiegenen lachenden Christus beim Fernsehen. Die Ausstrahlung führte, auch im Zusammenhang mit den zuvor erschienenen Mohammed-Karikaturen, zu einer öffentlichen Debatte um die Bedeutung der Gotteslästerung in Deutschland. Am 24. April 2006 stellte Herrmann bei der Berliner Staatsanwaltschaft Strafanzeige gemäß § 166 StGB wegen Beschimpfung von Bekenntnissen, Religionsgesellschaften und Weltanschauungsvereinigungen gegen die Verantwortlichen des Senders. Es handele sich um eine Verunglimpfung des christlichen Glaubens. Herrmann sagte: „Sollte die Staatsanwaltschaft das nicht verfolgen, dann ist der gesetzgeberische Handlungsbedarf offenkundig.“ Er forderte, religiöse Inhalte und Symbole stärker als bisher rechtlich zu schützen.
Im April 2010 schlug Herrmann ein Verschleierungsverbot im öffentlichen Dienst vor.

### Verkehrspolitik
2013 plädierte Herrmann dafür, die Kraftfahrzeugsteuer Mitte 2014 abzuschaffen und durch eine Pkw-Maut-Vignette zu ersetzen, welche im Gegensatz zur Kfz-Steuer auch von ausländischen PKW-Fahrern auf deutschen Autobahnen zu zahlen wäre.
Während seiner Amtszeit als Verkehrsminister genehmigte er den Probebetrieb zur Reaktivierung der Bahnstrecke Gotteszell–Blaibach und stellte ein Konzept für mehr Elektromobilität auf der Schiene vor.

### Erkennungsdienstliche Behandlung von Minderjährigen
Im Jahr 2017 setzte Herrmann einen Punkt auf die Tagesordnung der Innenministerkonferenz, der dazu geführt hätte, dass künftig auch Kinder zum Zweck der Terrorabwehr erkennungsdienstlich hätten erfasst werden können.

### Nichtraucherschutz
Im Januar 2008 trat das Bayerische Nichtraucherschutzgesetz in Kraft. Im März 2008 sagte Herrmann, dass das Oktoberfest im Herbst des gleichen Jahres nicht unter die Regelung fallen werde. Nach dem Verlust der absoluten Mehrheit der CSU bei der Landtagswahl in Bayern 2008 erklärte Herrmann: „Klar ist, dass wir beim Rauchverbot Fehler gemacht haben. […] Das muss korrigiert werden.“ Nach dem Erfolg der Nichtraucher-Initiative in Bayern beim Volksbegehren „Für echten Nichtraucherschutz!“ meinte Herrmann im Dezember 2009: „Dann muss das Volk in Bayern entscheiden, wie rigoros das Rauchverbot sein soll.“

### Cannabisgesetz
Gemäß dem strikten Kurs seiner Partei lehnt auch Joachim Herrmann die vom Kabinett Scholz im Februar 2024 beschlossene Legalisierung von Cannabis entschieden ab. Im März 2024 bekräftigte er nochmals seine Absicht, den Vermittlungsausschuss des Bundesrats anrufen zu wollen, außerdem werde die Möglichkeit einer Klage gegen das Gesetz geprüft. „Der Gesetzentwurf ist an vielen Stellen unscharf und enthält eine unüberschaubare Anzahl an Tatbeständen. Die Vielzahl von Detailregelungen verursachen erhebliche Rechtsunsicherheiten.“ kritisiert Herrmann unter anderem.

## Ehrungen und Auszeichnungen
- 2004: Komturkreuz mit Stern des Ritterordens vom Heiligen Grab zu Jerusalem
- 2006: Bayerischer Verdienstorden
- 2007: Bayerische Verfassungsmedaille in Silber
- 2009: Bayerische Verfassungsmedaille in Gold
- 2010: Bundesverdienstkreuz am Bande des Verdienstordens der Bundesrepublik Deutschland
- 2010: Bayerischer Bierorden
- 2011: Großoffizierskreuz des Verdienstordens pro merito melitensi des Malteser Ritterordens
- 2011: Großoffizier des Leopold-II.-Ordens
- 2011: Ehrenzeichen in Gold der Bundesanstalt Technisches Hilfswerk
- 2011: Deutsches Feuerwehr-Ehrenkreuz in Silber
- 2011: Ehrenplakette in Gold des Bayerischen Roten Kreuzes
- 2014: Ehrensenator der Deutschen Universität in Sibiu
- 2019: Kavalier der Straße[73]
- 2023: Senator-Lothar-Danner-Medaille[74]